# Kanton Attignat
Der Kanton Attignat ist ein französischer Kanton im Département Ain in der Region Auvergne-Rhône-Alpes. Er umfasst 18 Gemeinden im Arrondissement Bourg-en-Bresse. Durch die landesweite Neuordnung der französischen Kantone wurde er 2015 neu geschaffen mit Attignat als Sitz des bureau centralisateur.

## Gemeinden
Der Kanton besteht aus 18 Gemeinden mit insgesamt 25.552 Einwohnern (Stand: 1. Januar 2022) auf einer Gesamtfläche von 274,75 km²:
| Gemeinde               | Einwohner 1. Januar 2022 | Fläche km² | Dichte Einw./km² | Code INSEE | Postleitzahl |
| ---------------------- | ------------------------ | ---------- | ---------------- | ---------- | ------------ |
| Attignat               | 3.372                    | 18,69      | 180              | 01024      | 01340        |
| Béréziat               | 481                      | 10,83      | 44               | 01040      | 01340        |
| Bresse Vallons         | 2.393                    | 25,98      | 92               | 01130      | 01340        |
| Buellas                | 1.884                    | 10,21      | 185              | 01065      | 01310        |
| Confrançon             | 1.357                    | 18,17      | 75               | 01115      | 01310        |
| Curtafond              | 805                      | 12,41      | 65               | 01140      | 01310        |
| Foissiat               | 2.024                    | 40,36      | 50               | 01163      | 01340        |
| Jayat                  | 1.276                    | 16,30      | 78               | 01196      | 01340        |
| Malafretaz             | 1.235                    | 9,19       | 134              | 01229      | 01340        |
| Marsonnas              | 1.034                    | 18,38      | 56               | 01236      | 01340        |
| Montcet                | 715                      | 6,68       | 107              | 01259      | 01310        |
| Montracol              | 1.008                    | 14,56      | 69               | 01264      | 01310        |
| Montrevel-en-Bresse    | 2.661                    | 10,27      | 259              | 01266      | 01340        |
| Polliat                | 2.694                    | 20,07      | 134              | 01301      | 01310        |
| Saint-Didier-d’Aussiat | 845                      | 15,22      | 56               | 01346      | 01340        |
| Saint-Martin-le-Châtel | 784                      | 12,77      | 61               | 01375      | 01310        |
| Saint-Sulpice          | 259                      | 5,26       | 49               | 01387      | 01340        |
| Vandeins               | 725                      | 9,40       | 77               | 01429      | 01660        |
| Kanton Attignat        | 25.552                   | 274,75     | 93               | 0102       | –            |

## Veränderungen im Gemeindebestand seit der landesweiten Neuordnung der Kantone
2019: Fusion Cras-sur-Reyssouze und Étrez → Bresse Vallons

## Politik
| Vertreter im Departementrat | Vertreter im Departementrat     | Vertreter im Departementrat |
| Amtszeit                    | Namen                           | Partei                      |
| --------------------------- | ------------------------------- | --------------------------- |
| 2015–                       | Clotilde Fournier Walter Martin | UD                          |